# هنري غلوفر
هنري غلوفر (بالإنجليزية: Henry Glover)‏ هو منتج أسطوانات وكاتب أغاني ومهندس الصوت ومهندس أمريكي، ولد في 21 مايو 1921 في سينسيناتي في الولايات المتحدة، وتوفي في 7 أبريل 1991 في St. Albans, Queens ‏ في الولايات المتحدة بسبب نوبة قلبية.

## وصلات خارجية
- هنري غلوفر على موقع IMDb (الإنجليزية)
- هنري غلوفر على موقع ميوزك برينز (الإنجليزية)
- هنري غلوفر على موقع أول ميوزيك (الإنجليزية)
- هنري غلوفر على موقع أول ميوزيك (الإنجليزية)
- هنري غلوفر على موقع ديسكوغز (الإنجليزية)
- هنري غلوفر على موقع ديسكوغز (الإنجليزية)